# 4D Sports Boxing
4D Sports Boxing est un jeu vidéo de boxe sorti en 1991 sur Amiga, Atari ST, DOS, Mac et FM Towns Marty. Il a été développé par Distinctive Software et, dans un premier temps, édité par Mindscape. Une deuxième version a été éditée par Electronic Arts en 1992.